# Codonanthe elegans
Codonanthe elegans là một loài thực vật có hoa trong họ Tai voi. Loài này được Wiehler mô tả khoa học đầu tiên năm 1984.